# Coll de Nou
El Coll de Nou és una collada situada a 909,4 metres d'altitud. Està situat en el terme municipal de Sant Quirze Safaja, de la comarca del Moianès.
És en el sector nord-est del terme de l'antic poble de Bertí, a prop del termenal amb Sant Miquel Sesperxes, a l'extrem nord del Serrat de les Escorces. Es troba en el vessant nord del Puigfred, a llevant de la Font del Pollancre.